# Хрюнов, Владимир Викторович
Влади́мир Ви́кторович Хрюно́в (11 июня 1967, Джамбул, Казахская ССР, СССР) — российский спортивный менеджер, промоутер, организатор матчей профессионального бокса. Ведёт дела многих известных российских боксёров, в том числе чемпионов мира. Согласно рейтингу сайта sports.ru 2013 года являлся самой влиятельной персоной профессионального бокса России. Также в 2016 году включался в топ-50 лучших промоутеров мира (по боксу) на девятом месте по версии сайта boxingtonight.co.uk.

## Биография
Владимир Хрюнов родился 11 июня 1967 года в городе Джамбул, Казахская ССР. Его отец был большим любителем спорта, выписывал газету «Советский спорт», поэтому и сын с детства стал интересоваться спортивными состязаниями, особенно хоккеем. Окончив школу с золотой медалью, два года служил в армии, во время службы состоял в армейской команде по гандболу, получил в этой дисциплине звание «Мастер спорта». Затем их семья переехала на постоянное жительство в Краснодарский край, где Владимир окончил Краснодарский политехнический институт, получил специальность инженера-механика.
Ещё во время учёбы в институте Хрюнов начал заниматься бизнесом, позже работал на Восточно-Сибирском заводе металлоконструкций в Назарово, хотя фактически проживал в Москве, где обеспечивал экспорт и получение заказов предприятия. Одновременно с коммерческой деятельностью в 1990-е годы впервые пробовал себя в области спортивного менеджмента, был администратором сборной России по прыжкам в воду, вёл дела олимпийского чемпиона Дмитрия Саутина.
В боксе оказался случайно, после того как его партнёр по бизнесу, банкир Дмитрий Неретин, передал ему права на троих российских боксёров Сергея Стёпкина, Андрея Тесленко и Романа Селивёрстова. В июне 2003 года Хрюнов организовал бой за звание межконтинентального чемпиона между Стёпкиным и ганцем Осье Дюраном — матч прошёл при аншлаге в хоккейном дворце «Витязь», был показан в прямом эфире по российскому телевидению. Также в 2003 году Владимир Хрюнов организовал боксёрское шоу Олег Маскаев — Джулиус Фрэнсис в СК Олимпийский, которое впервые в истории российского профессионального бокса в прямом эфире транслировал Первый канал.
По состоянию на 2013 год у него были подписаны контракты с такими чемпионами, как Александр Бахтин, Хабиб Аллахвердиев, Эдуард Трояновский, Дмитрий Чудинов и многими другими — большинство из них получили свои чемпионские пояса в боях, организованных Хрюновым. Сотрудничает с западными промоутерами, в том числе с Доном Кингом, Бобом Арумом, Френком Уорреном, Калле Зауэрландом. В команде Хрюнова состоит абсолютный экс-чемпион Константин Цзю, который участвует в подготовке спортсменов к боям.

## Работая под началом Владимира Хрюнова, чемпионами мира стали
- Александр Поветкин (WBA, супертяжёлый вес, 2010)
- Денис Лебедев (WBA, первый тяжёлый вес, 2010)
- Александр Бахтин (IBO, полулёгкий вес, 2012)
- Хабиб Аллахвердиев (WBA, IBO, первый полусредний вес, 2012)
- Светлана Кулакова (WBA, первый полусредний вес, 2013)
- Эдуард Трояновский (обязательный претендент на бой за звание чемпиона мира по версии WBA в лёгком весе)
- Дмитрий Чудинов (№ 2 в рейтинге WBA в среднем весе, временный чемпион мира по версии WBA)
- Федор Чудинов (WBA, второй средний вес, 2015)

## Достижения в боксе
В 2005 году на боксёрском шоу британского промоутера Френка Уорренна впервые за рубежом был брендирован ринг компанией Nemiroff. В декабре 2006 года Владимир Хрюнов впервые в истории российского профессионального бокса организовал в «Олимпийском» бой за звание чемпиона мира по версии WBC между россиянином Олегом Маскаевым и представителем Уганды Питером Охелло — это первый в истории чемпионский бой, прошедший на территории России. За подобное достижение Федерация профессионального бокса признала Хрюнова лучшим деятелем в сфере профессионального бокса и наградила Хрустальной перчаткой.
В мае 2010 года Хрюнов организовал бой между российским боксёром Денисом Лебедевым и Роем Джонсом.
В апреле 2013 года совместно с российским бизнесменом Андреем Рябинским, Хрюнов выиграл торги на проведение поединка Кличко — Поветкин в Москве.
17 мая 2013 года боксёрское шоу Хрюнова «The One Will Stand» собрало рекордную телеаудиторию за всю историю российского профессионального бокса.
24 августа 2013 года в рамках байкерского фестиваля «Сталинградская битва» в Волгограде прошло боксёрское шоу Владимира Хрюнова «Мировой бокс в Сталинграде». Аудитория составила более 200 тысяч зрителей. Предыдущее достижение принадлежало поединку Хулио Сесара Чавеса и Грега Хогена, состоявшемуся 20 февраля 1993 года и собравшему 132 274 человека.
15 ноября 2013 года во «Дворце зрелищ и спорта» в Барнауле состоялось международное боксерское шоу «Великий бой на Великом Алтае», инициированное Хрюновым.
21 декабря 2013 года в Москве на арене стадиона «Динамо» в Крылатском прошли два громких титульных поединка в рамках боксерского шоу «The winner takes it all», организованного Хрюновым.
23 марта 2014 года в Ногинске состоялся турнир по профессиональному боксу, инициированный Хрюновым. Кульминацией вечера стал поединок между Фёдором Чудиновым и Степаном Божичем за титул WBC CISBB.
5 апреля 2015 г., организовал бой в России экс-чемпиона мира Станислава Каштанова, несмотря на протесты украинской стороны.
9 мая 2015 организовал бой временного чемпиона мира по версии WBA во втором среднем весе Федора Чудинова против Феликса Штурма за титул регулярного чемпиона мира WBA. Поединок завершился победой Федора Чудинова по очкам. Бой прошел на арене стадиона Фестхалле 9 мая во Франкфурте-на-Майне. Все 10 тысяч билетов на бой были распроданы за неделю.
23 августа 2015 года организовал в непризнанном большинством стран российском Крыму международное боксерское шоу «Сражение у горы Гасфорта».
Организатор музыкального тура Роя Джонса:.
По инициативе Хрюнова в России названы улицы Имени Олега Маскаева, 2006 год, Имени первого советского Олимпийского чемпиона Владимира Сафронова, 2012 год.
Хрюнов является почётным членом Попечительского совета Общероссийской федерации рукопашного боя.
В прошлом являлся промоутером Роя Джонса-младшего.
Является вице-президентом по профессиональному развитию Международной федерации рукопашного боя.
9 декабря 2016 года Указом главы Республики Адыгея Владимиру Хрюнову присвоено почетное звание «Заслуженный работник физической культуры и спорта Республики Адыгея».

## Боксёрские шоу
| Дата             | Место проведения                                   | Главный бой                           |
| ---------------- | -------------------------------------------------- | ------------------------------------- |
| 12 декабря 2015  | ВТБ Ледовый дворец, Москва, Россия                 | Рой Джонс — Энцо Маккаринелли         |
| 9 мая 2015       | «Фестхалле», Франкфурт-на-Майне, Германия          | Федор Чудинов — Феликс Штурм          |
| 5 апреля 2015    | ДС «Знамя», Ногинск, Россия                        | Дилмурод Сатыбалдиев — Геард Айетович |
| 11 декабря 2014  | Крылатское, Москва, Россия                         | Федор Чудинов — Бен МакКалох          |
| 09 августа 2014  | «Триумфальное байк-шоу», Севастополь, Крым, Россия | Дмитрий Чудинов — Мехди Буадла        |
| 01 июня 2014     | «Арена-Атлант», Мытищи, Россия                     | Дмитрий Чудинов — Патрик Нильсен      |
| 23 марта 2014    | ДС «Знамя», Ногинск, Россия                        | Федор Чудинов — Степан Божич          |
| 21 декабря 2013  | Крылатское, Москва, Россия                         | Рой Джонс — Зин Эддин Бенмаклуф       |
| 15 ноября 2013   | Дворец зрелищ и спорта, Барнаул, Россия            | Светлана Кулакова — Флоренс Мутони    |
| 5 октября 2013   | Олимпийский, Москва, Россия                        | Александр Поветкин — Владимир Кличко  |
| 24 августа 2013  | Байк-шоу, Волгоград, Россия                        | Дмитрий Чудинов — Хорхе Наварро       |
| 17 мая 2013      | Crocus City Hall, Красногорск, Россия              | Денис Лебедев — Гильермо Джонс        |
| 31 марта 2013    | Балашиха-Арена, Балашиха, Россия                   | Александр Бахтин — Йогли Эррера       |
| 8 марта 2013     | Крылья Советов, Москва, Россия                     | Андрей Климов — Матиас Гомес          |
| 17 декабря 2012  | Crocus City Hall, Красногорск, Россия              | Денис Лебедев — Сантандер Сильгадо    |
| 18 сентября 2012 | Варшавка Sky, Москва, Россия                       | Александр Бахтин — Роли Гаска         |
| 20 июня 2012     | ЦСКА, Москва, Россия                               | Хабиб Аллахвердиев — Кайзер Мабуза    |
| 4 апреля 2012    | Crocus City Hall, Красногорск, Россия              | Денис Лебедев — Шон Кокс              |
| 8 февраля 2012   | Крылья Советов, Москва, Россия                     | Хабиб Аллахвердиев — Игнасио Мендоса  |
| 4 ноября 2011    | Мегаспорт, Москва, Россия                          | Денис Лебедев — Джеймс Тони           |
| 21 мая 2011      | Крылатское, Москва, Россия                         | Денис Лебедев — Рой Джонс             |
| 27 марта 2011    | Машиностроитель, Балашиха, Россия                  | Александр Бахтин — Мбвала Матумла     |
| 16 октября 2010  | Олимпийский, Чехов, Россия                         | Руслан Проводников — Файзулло Ахмедов |
| 27 марта 2010    | Машиностроитель, Балашиха, Россия                  | Константин Питернов — Бенсон Мвакембе |
| 22 февраля 2010  | Удмуртский государственный цирк, Ижевск, Россия    | Денис Лебедев — Игнасио Эспарса       |
| 22 марта 2009    | Машиностроитель, Балашиха, Россия                  | Денис Лебедев — Элисео Кастильо       |
| 17 декабря 2008  | КРЦ «Арбат», Москва, Россия                        | Денис Лебедев — Дмитрий Адамович      |
| 19 июля 2008     | Олимпийский, Чехов, Россия                         | Дмитрий Пирог — Джеард Айетович       |
| 10 декабря 2006  | Олимпийский, Москва, Россия                        | Олег Маскаев — Питер Охелло           |
| 23 декабря 2005  | Витязь, Подольск, Россия                           | Андрей Девятайкин — Дилшот Абдуллаев  |
| 21 апреля 2005   | Крылья Советов, Москва, Россия                     | Сергей Стёпкин — Рамиль Ахадов        |
| 27 ноября 2003   | Олимпийский, Чехов, Россия                         | Олег Маскаев — Джулиус Фрэнсис        |